# Fulvio Creux
Fulvio Creux (pron. fr. AFI: [kʁœ]) (Pont-Saint-Martin, 1956) è un direttore di banda, compositore ed ex militare italiano.

## Biografia
Ha composto alcune marce militari, come le marce d'ordinanza dell'Esercito Italiano (4 maggio) e della Gendarmeria Vaticana, nonché composizioni istituzionali quali l'inno dell'Accademia della Guardia di Finanza e l'inno ufficiale del Piemonte. Durante la sua carriera di direttore di banda, iniziata nella banda di Pont-Saint-Martin, suo paese natale, ha diretto la Banda musicale della Guardia di Finanza e la Banda musicale dell'Esercito Italiano (1997 - 2013). Ha fatto anche parte della giuria del premio Flicorno d'oro.
Creux vede nel genere della marcia sinfonica l'equivalente italiano del valzer viennese, come espressione di un ambiente sociale che si rispecchia nella musica, ferma restando la distanza tra le due realtà. Ciò pare riflettersi nella stessa tendenza degli autori ad attribuire alle composizioni un titolo indipendente dal contenuto e legato arbitrariamente ai luoghi, o talvolta evocante un nome di donna.

## Opere

### Composizioni
- 4 maggio, marcia d'ordinanza dell'Esercito Italiano
- Il trombettiere, per tromba e banda
- Auguri Italia!, Fantasia sinfonica (per i 150 dell'Unità)
- Ël Drapò, Inno al Piemonte (testo di Camillo Brero)[6]
- Ël Drapò a deuv vive, Inno della Regione Piemonte (testo tratto dalle poesie Ël Drapò e Piemont dev vive di Camillo Brero)[7]

### Arrangiamenti per banda
- Addio mia bella addio, musica tradizionale
- Battle hymn of the republic, musica tradizionale
- Così fan tutte, W. A. Mozart
- Echi di trincea, musica tradizionale
- Il canto degli italiani, M. Novaro
- Il canto del dragone, M. Novaro
- Il silenzio , musica tradizionale
- Le nozze di Figaro, W. A. Mozart
- Pantomima from Orfeo, C. W. Gluck
- Va pensiero dal Nabucco, G. Verdi